# Planegg
Planegg est une commune de Bavière (Allemagne), située dans l'arrondissement de Munich, dans le district de Haute-Bavière.
Elle concentre l'essentiel des activités de recherche et de biotechnologies de la région.

## Jumelage
- Meylan (France) depuis 1987
- Bärenstein (Saxe) (Allemagne) depuis 1992
- Chiusa (Italie) depuis 2006
- Didcot (Royaume-Uni) depuis 2012